# Un shérif à New York (série télévisée)
Ne pas confondre avec le film américain Un shérif à New York de 1968.
Un shérif à New York (McCloud) est une série télévisée américaine en vingt épisodes de 120 minutes, six épisodes de 60 minutes et 19 épisodes de 90 minutes, créée par Herman Miller et diffusée entre le 16 septembre 1970 et le 17 avril 1977 sur le réseau NBC. Un téléfilm réunion avec la distribution originale fut diffusé le 12 novembre 1989 sur NBC.
En France, la série a été diffusée à partir du 4 août 1976 sur Antenne 2, dans le désordre et seulement en partie. Le téléfilm réunion a été diffusé sur La Cinq. Et au Québec à partir du 26 septembre 1977 à la Télévision de Radio-Canada dans Télé-Sélection sous son titre original.

## Synopsis
Un policier habitué à résoudre des crimes au Nouveau-Mexique est détaché à New York où il appliquera des méthodes empruntées de son expérience parmi les cowboys et les ranchs. Dans le premier épisode, il circule à cheval sur une rue passante de New York, spectacle incongru dans cette ville. Cette séquence sera reprise dans le générique d'ouverture de la série.

## Distribution
- Dennis Weaver : Sam McCloud
- J.D. Cannon : Peter B. Clifford
- Terry Carter : Joe Broadhurst
- Ken Lynch : Grover
- Diana Muldaur : Chris Coughlin

## Épisodes
Seulement treize épisodes ont été doublés en français.

### Pilote (1970)
1. Portrait of a Dead Girl (aka Who Killed Miss U.S.A.?)

### Première saison (1970-1971)
Tous ces téléfilms ont une durée de 60 minutes, incluant les publicités.
1. Man from Taos: Part 1: Who Says You Can't Make Friends in New York City?
2. Manhattan Manhunt: Part 1: Horse Stealing on Fifth Avenue
3. Murder Arena: Part 1: The Concrete Corral
4. Manhattan Manhunt: Part 2: The Stage Is All the World
5. Murder Arena: Part 2: Walk in the Dark
6. Man from Taos: Part 2: Our Man in Paris

### Deuxième saison (1971-1972)
Tous ces téléfilms ont une durée de 90 minutes, incluant les publicités.
1. Meurtre au Zodiaque (Encounter with Aries)
2. Rien n'est trop beau pour toi (Top of the World, Ma!)
3. Le Tableau Hanté (Somebody's Out to Get Jennie)
4. Un Contrat pas banal (The Disposal Man)
5. La Vallée tranquille (A Little Plot at Tranquil Valley)
6. Musicalement vôtre (Fifth Man in a String Quartet)
7. Adieu Broadway ! (Give My Regrets to Broadway)

### Troisième saison (1972-1973)
1. Pleins feux sur un tueur (The New Mexican Connection)
2. The Barefoot Stewardess Caper
3. Poursuite à Manhattan (The Park Avenue Rustlers)
4. Le Crépuscule au bout du monde (Showdown at the End of the World)
5. The Million Dollar Round Up

### Quatrième saison (1973-1974)
1. Butch Cassidy Rides Again
2. The Solid Gold Swingers
3. A Cowboy in Paradise
4. Enlevez le bœuf (The Colorado Cattle Caper)
5. Œil pour œil (This Must Be the Alamo)

### Cinquième saison (1974-1975)
1. The Barefoot Girls of Bleecker Street
2. The Gang That Stole Manhattan
3. Shivaree on Delancy Street
4. The 42nd Street Cavalry
5. The Concrete Jungle Caper
6. The Man with the Golden Hat
7. Lady on the Run
8. Sharks!
9. Otage (Return to the Alamo)

### Sixième saison (1975-1976)
Tous ces téléfilms ont une durée de 120 minutes, incluant les publicités.
1. Park Avenue Pirates
2. Showdown at Times Square
3. Fire!
4. Three Guns for New York
5. Our Man in the Harem
6. The Day New York Turned Blue
7. Night of the Shark

### Septième saison (1976-1977)
Tous ces téléfilms ont une durée de 90 minutes, incluant les publicités.
1. Bonnie and McCloud
2. 'Twas the Fight Before Christmas…
3. The Great Taxicab Stampede
4. The Moscow Connection
5. London Bridges
6. McCloud Meets Dracula

### Téléfilm réunion (1989)
- Le Retour de McCloud (The Return of Sam McCloud)